# 1011年
| 千纪： | 2千纪 |
| 世纪： | 10世纪 \| 11世纪 \| 12世纪                                                                                 |
| 年代： | 980年代 \| 990年代 \| 1000年代 \| 1010年代 \| 1020年代 \| 1030年代 \| 1040年代                             |
| 年份： | 1006年 \| 1007年 \| 1008年 \| 1009年 \| 1010年 \| 1011年 \| 1012年 \| 1013年 \| 1014年 \| 1015年 \| 1016年 |
| 纪年： | 辛亥年（猪年）；契丹統和二十九年；北宋大中祥符四年；大理明启二年；越南順天二年；日本寬弘八年               |

## 大事记
- 日本
  - 一條天皇駕崩，由三條天皇繼位。

## 出生
- 邵雍，北宋理学家（1077年去世，66岁）

## 逝世
- 吕蒙正，宋太宗、宋真宗时三次担任宰相。（946年出生，65岁）
- 耶律隆運，遼國重臣，（941年出生，71歲）
- 7月25日：一條天皇，日本第66代天皇。（980年出生，31岁）
- 8月：源為憲，日本文學家、中國古代詩歌詩人。（946年出生，65岁）
- 11月21日：冷泉天皇，日本第63代天皇。（950年出生，61岁）